# Robert Rodat
Robert Rodat (* 1953 in New Hampshire als Robert Keene) ist ein US-amerikanischer Drehbuchautor.

## Leben
Bekannt wurde Robert Rodat durch Der Soldat James Ryan (1998), Pecos Bill – Ein unglaubliches Abenteuer im Wilden Westen (orig. Tall Tale), Amy und die Wildgänse mit Vince McKewin (1996) und Der Patriot (2000). Eine seiner letzten Arbeiten befasste sich mit einer Revision des Skripts von 10.000 B.C. (2008). Momentan arbeitet Rodat an einem Drehbuch für den Film WarCraft. Außerdem beteiligte er sich an mehreren Episoden von Falling Skies (2011) als Drehbuchautor.
Rodats Drehbuch zu Der Soldat James Ryan erhielt mehrere Nominierungen: für den Oscar, den Golden Globe, den Golden Satellite Award sowie den WGA Award.

## Filmografie (Auswahl)
- 1995: Pecos Bill – Ein unglaubliches Abenteuer im Wilden Westen (Tall Tale)
- 1996: Amy und die Wildgänse (Fly Away Home)
- 1998: Der Soldat James Ryan (Saving Private Ryan)
- 2000: Der Patriot (The Patriot)
- 2008: 10.000 B.C.
- 2011–2015: Falling Skies (Fernsehserie)
- 2018: The Catcher Was a Spy
- 2018: Kursk
- 2024: Those About to Die